# Діра (фільм, 1960)
«Діра» (фр. Le trou) — французька кінодрама 1960 року, поставлена режисером Жаком Беккером за однойменним романом Жозе Джованні, заснованого на реальних подіях. Фільм брав участь в основній конкурсній програмі 13-го Каннського міжнародного кінофестивалю .

## Сюжет
1947 рік, в'язниця Санте в Парижі. Молодого в'язня Клода Гаспара у зв'язку з ремонтом переводять до іншої камери і підселяють до чотирьох товаришів — Жо, Маню, Монсеньйору і Ролану. Ті поставилися до новачка спочатку насторожено, проте незабаром вирішили розкрити йому свою таємницю: не сподіваючись скоро вийти з в'язниці, вони вирішили вчинити втечу, пробивши діру в підлозі своєї камери. Клод відразу ж погоджується взяти участь в цьому плані, і п'ять ув'язнених під керівництвом хитромудрого Ролана беруться за роботу.

## У ролях
| Марк Мішель       | ···· | Клод Гаспар           |
| Жан Кероді        | ···· | Ролан Дарбан          |
| Філіпп Леруа      | ···· | Маню Бореллі          |
| Мішель Константен | ···· | Жо Кассен             |
| Раймон Меньє      | ···· | Вослен («Монсеньйор») |
| Катрін Спаак      | ···· | Ніколь                |
| Андре Бервіль     | ···· | директор              |
| Жан-Поль Коклен   | ···· | лейтенант Гренваль    |

## Історія створення
Перебуваючи в ув'язненні, Жозе Джованні познайомився з Роланом Барба, відомим своїми численними втечами з в'язниць. Історія його найзнаменитішої втечі з в'язниці Санте в 1947 році лягла в основу першого роману Джованні, а сам Барба став прототипом Ролана Дарбана. Роман вийшов у 1957 році. Через два роки Жак Беккер запропонував Джованні написати сценарій за романом і стати технічним консультантом стрічки. Беккер задіяв непрофесійних акторів (Константені Леруа згодом неодноразово знімалися в кіно), а на роль Ролана Дарбана запросив Ролана Барба, що взяв псевдонім Жан Кероді.
Фільм став останньою режисерською роботою Жака Бекекра. Після його смерті його закінчував його син — кінорежисер Жан Беккер.

## Визнання
| Нагороди та номінації фільму «Діра» | Нагороди та номінації фільму «Діра»      | Нагороди та номінації фільму «Діра»   | Нагороди та номінації фільму «Діра» | Нагороди та номінації фільму «Діра» | Нагороди та номінації фільму «Діра» |
| Рік                                 | Кінофестиваль/кінопремія                 | Категорія/нагорода                    | Номінант                            | Результат                           |                                     |
| ----------------------------------- | ---------------------------------------- | ------------------------------------- | ----------------------------------- | ----------------------------------- | ----------------------------------- |
| 1960                                | 13-й Каннський міжнародний кінофестиваль | Золота пальмова гілка                 | Діра                                | Номінація                           |                                     |
| 1961                                | Синдикат французьких кінокритиків        | Найкращий французький фільм           | Діра                                | Перемога                            |                                     |
| 1962                                | Премія BAFTA                             | Найкращий фільм                       | Діра                                | Номінація                           |                                     |
| 1962                                | Премія BAFTA                             | Найкращий іноземний актор             | Діра                                | Номінація                           |                                     |
| 1962                                | Премія Юссі                              | Почесний диплом іноземному режисерові | Жак Беккер                          | Перемога                            |                                     |